# Sphenella setosa
Sphenella setosa es una especie de insecto del género Sphenella de la familia Tephritidae del orden Diptera.

## Historia
Merz & Dawah la describieron científicamente por primera vez en el año 2005.